# ماغي كاكون
ماغي كاكون (ولدت عام 1953 في مدينة الدار البيضاء المغربية) يهودية مغربية ، تعمل مؤلفة وسياسية ومستشارة عقارية مغربية .

## السيرة الذاتية
ولدت ماغي (ماري ايفون) في أسرة يهودية تعيش في مدينة مراكش المغربية . كان والداها دايفيد غباي ودينا غباي من أغنى الأزواج في المدينة . كان والدها صاحب مصنع . انتقلت عائلتها للعيش في باريس عام 1971 . لكن بعد زواجها ، عادت ماغي إلى المغرب واستقرت في مدينة الدار البيضاء .
في عام 2007 ، أصبحت ماغي أول امرأة يهودية تترشح للمناصب العامة في المغرب ، حيث رشحت نفسها في الانتخابات التشريعية المغربية عام 2007 بصفتها رئيسة حزب الوسط الاجتماعي المغربي. لكنها فشلت في الحصول على مقعد في مجلس النواب حيث لم يستطع حزبها تخطي الحد الأدنى للعتبة الانتخابية.
في عام 2009 ، رشحت ماغي نفسها في انتخابات البلدية في مدينة الدار البيضاء.
في عام 2011 ، أعلنت ماجي أنها سوف تترشح مجددا في الانتخابات التشريعية المغربية عام 2011 .
تزوجت ماغي من ايميه كاكون الذي يعتبر أحد أبرز المهندسين المعماريين في المغرب ، وأنجبت أربعة أطفال .
تعيش والدة ماغي وأختها الصغرى في مدينة حولون في فلسطين المحتلة (إسرائيل).

## النشاط الإجتماعي
بدأت ماغي عملها الدعوي تحت رعاية نادي المرأة الأمريكي الذي يعد المنظمة الرئيسية لحقوق المرأة في المغرب. تقوم ماغي بأنشطة فعالة في مجال تعليم المرأة . إنها تؤمن بأن تعليم المرأة سوف يغير شكل و وجه المجتمع المغربي .

## أعمالها المنشورة
- المطبخ اليهودي في المغرب : من الأم إلى ابنتها .
- عادات وتقاليد يهود المغرب .